# Raphia (совки)
Raphia  (лат.) — род бабочек из семейства совок (Noctuidae). Единственный род в подсемействе Raphiinae.

## Распространение
Северная Америка: Канада, США.

## Описание
Мелкие и среднего размера бабочки серовато-коричневого цвета, размах крыльев 28—38 мм (задние крылья белые). В год дают одно или два поколения. Летают с марта по сентябрь.

## Систематика
Ранее род Raphia включали в подсемейство Ophiderinae Nye, 1975 или в Pantheinae Poole, 1989, которое одно время рассматривали в качестве отдельного семейства (Kitching & Rawlins, in Kristensen, 1999). Некоторые авторы (например, Poole, 1989) включают таксоны Rhaphia Agassiz, 1847, Anodonta Rambur, 1858 (preoccupied), Certila Walker, 1865 и Saligena Walker, 1865 в качестве младших синонимов рода Raphia  Hübner, 1821.
Выделяют более 10 видов (Poole, 1989):
- Raphia abrupta Grote, 1864 — Северная Америка
- Raphia aethiops
- Raphia approximata
- Raphia cinderella J.B.Smith, 1903
- Raphia corax
- Raphia elbea J.B.Smith, 1908 — США
- Raphia frater Grote, 1864 [syn.  Raphia coloradensis Putnam-Cramer, 1886] — Канада, США
- Raphia hybris Hübner, 1813 typus[4]
- Raphia illarioni
- Raphia obsoleta
- Raphia pallula H. Edwards, 1886 — США
- Raphia peusteria
- Raphia piazzi Hill, 1927